# Sacramento Kings 1998-1999
La stagione 1998-99 dei Sacramento Kings fu la 50ª nella NBA per la franchigia.
I Sacramento Kings arrivarono terzi nella Pacific Division della Western Conference con un record di 27-23. Nei play-off persero al primo turno con gli Utah Jazz (3-2).

## Roster
| N° | Naz.                   | Ruolo | Sportivo             | Anno | Alt. | Peso |
| -- | ---------------------- | ----- | -------------------- | ---- | ---- | ---- |
| 3  | Stati Uniti (bandiera) | G     | Vernon Maxwell       | 1965 | 193  | 82   |
| 4  | Stati Uniti (bandiera) | AC    | Chris Webber         | 1973 | 206  | 111  |
| 7  | Stati Uniti (bandiera) | G     | Michael Hawkins      | 1972 | 183  | 81   |
| 8  | Stati Uniti (bandiera) | C     | Oliver Miller        | 1970 | 206  | 127  |
| 9  | Francia (bandiera)     | A     | Tariq Abdul-Wahad    | 1974 | 198  | 101  |
| 15 | Stati Uniti (bandiera) | G     | Kevin Ollie          | 1972 | 193  | 88   |
| 16 | Jugoslavia (bandiera)  | GA    | Predrag Stojaković   | 1977 | 206  | 100  |
| 20 | Stati Uniti (bandiera) | G     | Jon Barry            | 1969 | 193  | 88   |
| 21 | Jugoslavia (bandiera)  | C     | Vlade Divac          | 1968 | 216  | 110  |
| 24 | Stati Uniti (bandiera) | G     | Terry Dehere         | 1971 | 188  | 86   |
| 31 | Stati Uniti (bandiera) | C     | Scot Pollard         | 1975 | 211  | 120  |
| 34 | Stati Uniti (bandiera) | A     | Corliss Williamson   | 1973 | 201  | 111  |
| 43 | Nigeria (bandiera)     | C     | Peter Aluma          | 1973 | 208  | 118  |
| 51 | Stati Uniti (bandiera) | A     | Lawrence Funderburke | 1970 | 206  | 104  |
| 53 | Stati Uniti (bandiera) | C     | Jerome James         | 1975 | 213  | 136  |
| 55 | Stati Uniti (bandiera) | G     | Jason Williams       | 1975 | 185  | 86   |

## Staff tecnico
- Allenatore: Rick Adelman
- Vice-allenatori: Byron Scott, John Wetzel, Wayne Cooper, Ralph Lewis, Steve Fisher (fino al 26 marzo)
- Preparatore atletico: Pete Youngman